# Bjärges och Nickarve
Bjärges och Nickarve är en av SCB avgränsad och namnsatt småort i Gotlands kommun i Gotlands län. Den omfattar bebyggelse i grannbyarna Bjärges och Nickarve belägna i Vänge socken.
Cedergrens orgelmuseum i byn är inrättat till minne av orgelbyggaren Alfred Cedergren. Det är inrymt i ett tidigare missionshus och drivs av Wenge hembygdsförening.